# Jochem Ritmeester van de Kamp
Jochem Ritmeester van de Kamp, né le 2 novembre 2003 à Laren aux Pays-Bas, est un footballeur néerlandais qui évolue au poste de milieu central à Almere City.

## Biographie

### En club
Né à Laren aux Pays-Bas, Jochem Ritmeester van de Kamp commence le football avec le club local du Laren '99, avant de poursuivre sa formation à l'Almere City. Il signe son premier contrat professionnel le 1er mars 2022, pour un contrat de trois ans, soit jusqu'en juin 2025.
Il joue son premier match en professionnel le 11 mars 2022, lors d'une rencontre de championnat contre Helmond Sport. Il entre en jeu, et son équipe s'impose sur le score de trois buts à zéro.
Il participe à la montée historique du club en première division à l'issue de la saison 2022-2023, Almere City sortant vainqueur des barrages de promotion face au FC Emmen le 11 juin 2023 et accédant ainsi à la première division pour la première fois de son histoire.
Ritmeester van de Kamp joue son premier match en Eredivisie, l'élite du football néerlandais, le 13 août 2023, à l'occasion de la première journée de la saison 2023-2024 face au FC Twente. Il est titularisé et son équipe est battue par quatre buts à un,. Ritmeester marque son premier but en Eredivisie le 27 août 2023, face au Feyenoord Rotterdam. Entré en jeu, il marque en fin de match sur un service de Lance Duijvestijn (en) mais ne peut empêcher la défaite de son équipe par six buts à un,.
Le 29 février 2024, Ritmeester prolonge son contrat avec Almere City, étant désormais lié au club jusqu'en juin 2027.